# Je ne sais pas si c'est tout le monde
Pour plus de détails, voir Fiche technique et Distribution.
Je ne sais pas si c'est tout le monde est un film documentaire réalisé par Vincent Delerm sorti en 2019.

## Synopsis
Acteurs célèbres, chanteurs et personnes anonymes s'expriment sur le thème du temps qui passe : grandir, vieillir, aimer, désirer… .

## Fiche technique
- Réalisation : Vincent Delerm
- Durée : 59 minutes
- Date de sortie : 2019 (diffusion sur Arte le 8 janvier 2020[2])

## Distribution
Par ordre d'apparition :
- Jean Rochefort
- Yurié Tsugawa
- Yoann Bourgeois
- Aloïse Sauvage
- Alain Souchon
- Simon Delerm
- Vincent Duluc
- Sacha Delerm
- Charlotte Laemmel
- Vincent Dedienne
- Stéphane Manel
- Éléonore Klarwein
- Foé
- Albin de la Simone
- Aglaé Bory
- Emmanuel Noblet
- Alice Rohrwacher
- Henri-François Debailleux
- Virginie Aussiètre

## Tournage
Le film est tourné à Cergy du 21 au 23 septembre 2015, sur le parvis de la préfecture du Val-d'Oise, dans le parc François-Mitterrand, et sur l'Axe majeur.

## Critiques
La forme du film se rapproche de celle de Chronique d'un été, réalisé en 1961 par Jean Rouch et Edgar Morin.
Pour France Inter, c'est « un documentaire sensible sur la mémoire, l'intime et ce qui nous lie aux autres. » Pour Les Inrockuptibles, « Vincent Delerm tisse une série de portraits d'une infime délicatesse, porté par un regard aussi espiègle que sensible sur le temps qui passe. » Pour La Croix, « le chanteur se révèle cinéphile. »